# Tranøy
69°10′13″N 17°44′24″Ø / 69.17028°N 17.74000°Ø
Tranøy  (samisk: Ránáidsullo gielda) er en tidligere kommune der lå på øen Senja i Troms og Finnmark fylke i Norge. Ved kommunereformen i Norge 2020 blev den sammen med de andre kommuner på Senja, Berg, Torsken og Lenvik samlet til kommunen Senja.
Tranøy grænsede i nord til Torsken og Berg, og i øst til Lenvik. Over fjorden i øst ligger kommunen Dyrøy, mod syd Ibestad og i sydvest ligger en gruppe af øer der tidligere udgjorde kommunen Bjarkøy, der i 2013 blev slået sammen med Harstad.
Tranøy kommune var inddelt i to delområder; Tranøy i nord med ca. 890 indb. og Stonglandet i syd med 647 indbyggere. Kommunen lå på Syd-Senja, syd for Lakselva og Svandalen. Kommunen havde sine største befolkningscentre i nord og syd og man snakkede derfor om Syd-Tranøy eller sørkommunen og Nord-Tranøy eller nordkommunen.
I nord var det indlandsbygderne Vesterfjell og Solli, sammen med Vangsvik, som var de største bygder. Den sydlige del af kommunen var delt mellem Innersida, med Stonglandseidet som største bygd, og Yttersida hvor Skrolsvik og Rødsand var de største lokalsamfund.
Kommuneadministrationen var i Vangsvik, men helse- og socialadministrationen var i Stonglandseidet. Tranøy var også kendt for sit alsidige kulturliv. Det var tre skoler i kommunen, Stonglandet, Øverbotn og Vikstranda skoler.
Ånderdalen nationalpark med et areal på 124,86 km ligger i et område der var fordelt mellem Torsken og Tranøy kommuner. Parken blev oprettet i 1970, udvidet i 2004, og er nu på 125 km². Nationalparken repræsenterer nord-norsk kystnatur: Golde fjelde med heder og spredt birkeskov præger meget af nationalparken. Mellem fjeldene ligger søer og brede elve. Skoven af kystfyr har træer der er op til 500 år gamle. 

## Kommunens bygder
- Stonglandseidet med ca. 200 indbyggere var centrum for den sydlige del af kommunen, og har bl.a. dagligvareforretning, sparekasse, sygehjem og folkeskole. Bygden ligger ved landtangen indenfor halvøen Stonglandet, længst mod syd på Senja og er også vejknudepunkt for området. Nordfra kommer fylkesvei 860 (43 km) fra Islandsbotn ved Silsand, som ender på Stonglandseidet. Mod syd går Fv 223 langs østsiden af Stonglandet mod Stangnes og Lekangsund og videre på den kommunale vej langs vestsiden til Hofsøya. Vestover går Fv 221 mot Skrolsvik (20 km), hvor der er hurtigbådsforbindelse med Harstad. Eidets areal omfatter et større område, men de alle fleste indbyggere  bor i Stonglandseidet.
- Vesterfjell med ca. 120 indbyggere ligger på Senjas indland, lige vest for søen Storvatnet. Fylkesvei 860 passerer lige syd for Vesterfjell. Fra Vesterfjell er det 7 km til kommunecentret Vangsvik og 20 km til den nærmeste by, Finnsnes. Vesterfjells skoleelever går på Vikstranda skole i Vangsvik.
- Skrolsvik med ca. 95 indb. ligger yderst på Sør-Senja. Stedet har en afdeling under Midt-Troms Museum; Kveitmuseet/Gammelbutikken og det nedlagte Skrolsvik fort, som blev anlagt af den tyske besættelsesmagt i 1941 under den 2. verdenskrig. Efter krigen overtog det norske søforsvar fortet, og det blev en del af Kystartilleriet. I 1989 blev fortet nedlagt. Store dele af fortet er i nutiden intakt, både med bunkere og fire tyske 15 cm-kanoner. Stedet har blandt andet fungeret som campingplads og hotel, men er nu nå (2013) præget af forfald. Fra bygden er der hurtigbåd og færge til Harstad. Bygden ligger ved enden af fylkesvei 221. Følger man den 20 km østover kommer man til Stonglandseidet.
- Rødsand er et fiskerleje med ca. 60 indbyggere som ligger ved Bunkefjorden, en fjordarm på sydsiden af Selfjorden. Fra gammel tid har bygden været afhængig af fiskeri og i middelalderen var den en del Bjarkøygodset. Indtil slutningen 1700-tallet har den været samisk bosættelse. 1964 blev den en del af Tranøy kommune sammen med de nærliggende, og nu ubeboede bygder Halvardsøya og Bunkan. Omkring bygden ligger de høje fjelde Fiskenestindan, Lomstinden, Bunkeskjolet og Kvænan. Sidstnævnte er Senjas næsthøjeste fjeld. Havnen med molen er fra 1975 har en nybygget fiskerikaj.

- Tranøy kirke er en korskirke fra 1775
- Øen Lemmingsvær mellem Senja og Bjarkøy blev en del af Tranøy kommune i 1964